# Smolnik, Ruše
Smolnik je naselje v Občini Ruše.